# Kasteel van Ainay-le-Vieil
Het Kasteel van Ainay-le=Vieil (Frans: Château de Ainay-le-Vieil) is een kasteel in de Franse gemeente Ainay-le-Vieil. Het kasteel is gebouwd in de 14de eeuw en wordt sinds 1986 erkend als een monument historique door het Franse ministerie van cultuur. 

## Geschiedenis
Het kasteel werd in de 14de eeuw gebouwd op de plaats van een versterking uit de 12de eeuw. Sinds 1467 is het altijd in bezit geweest van dezelfde familie, een afstammeling van Colbert.